# 中部電気保安協会

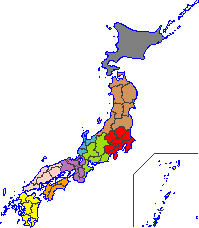
中部電気保安協会の業務区域（黄緑色に塗られた5県）

一般財団法人中部電気保安協会（ちゅうぶでんきほあんきょうかい）は、東海4県のうち静岡県富士川以東を除く全域と長野県全域の企業・家庭向けに電気の点検・保安を行っている一般財団法人。

## 協会概要
- 設立：1965年（昭和40年）12月1日
- 理事長：市川　弥生次
- 本店：愛知県名古屋市中区丸の内三丁目19-12 久屋パークサイドビル
- 支店・営業所：愛知県・岐阜県・三重県・静岡県・長野県
- 人財・技術開発センター：愛知県春日井市

## 業務内容
- 各種電気設備の安全点検
- 企業向け各種電気設備の保安・監視
- 各種電気設備の取り付け・修理・新設相談
- 電気系資格技術講習会
- 電気を安全に使用するための広報業務
- 中部電力との連携業務

## 協会キャラクター
- ホアンホアン（「保安」から命名）
  - 過去に放送されていたラジオCMには「ホアンホアン、電気設備をホアンホアン・・・」という歌が使用されていた。